# James Hastings
James Hastings, né le 26 mars 1852 et mort le 15 octobre 1922, est un pasteur de l'Église libre d'Écosse et un érudit en matière d'études bibliques. Il est connu pour avoir écrit deux ouvrages de référence, un Dictionnaire de la Bible en cinq volumes, une Encyclopédie des religions et de l'éthique en treize volumes et une revue d'études bibliques Expository times qui n'a été ni traduite ni publiée en France.

## Biographie
James Hastings est né en Ecosse à Huntly, dans l'Aberdeenshire. Il est le cinquième enfant et deuxième fils du meunier James Hastings. Il étudie à la Huntly School and Aberdeen Grammar School puis à l'université d'Aberdeen où il obtient une maîtrise en 1876. Il intègre le Church Divinity College d'Abserdeen en vue d'être ordonné pasteur. Dans le même temps, il enseigne au Chanony House School, école privée pour garçons.
Il est un temps adjoint au pasteur de Broughty Ferry à Dundee. Il est ordonné en 1884 et devient le pasteur de l'église de Kineff à Kincardineshire.[réf. nécessaire]
Il épouse la même année Ann Wilson Forsyth,. De leur union naîtront deux enfants : Ann Wilson (21 avril 1885 - 23 mars 1975) et Edward (21 mars 1890 - 1er août 1980) qui deviendra pasteur de la même Église que son père,.
Il revient à Dundee en 1897 pour prendre la responsabilité de l'église de Willison. Néanmoins, en 1901 il retourne à Kincardineshire où il avait réclamé d'être affecté. Il devient le pasteur de l'église à Saint Cyrus ; il supervise alors la construction d'un nouveau temple de l'Église. Un des éloges nécrologiques qui lui sont consacrés dans la presse locale indique que sa pastorale était « évangélique dans son inspiration, réfléchie et didactique dans son style, fluide dans son expression et fervente dans sa mise en application ».
Il est fait docteur honoris causa en théologie par l'université d'Aberdeen en 1897 puis par la Queen's University de Nouvelle-Écosse en 1920.
En 1911, il prend sa retraite à Aberdeen où il fréquente l'église de Beechgrove.
Il décède — de cause inconnue — le 15 octobre 1922. Ses obsèques ont lieu trois jours plus tard. Il est enterré au cimetière Springbank d'Aberdeen.

## Œuvre
James Hastings a publié de nombreux travaux qui font référence jusqu'à aujourd'hui en matière d'études bibliques. 
Lorsqu'il exerce à l'église de Willison, Hastings fonde la revue Expository Times dont il assure la publication jusqu'à sa mort. Ses enfants prennent la relève en assurant ensemble jusqu'en 1942, lorsque C. Leslie Mitton en devint l'éditeur. Cette revue est toujours publiée, sous la forme d'un mensuel, par l'éditeur SAGE Journals.
Par ailleurs, il a créé et publié un hebdomadaire à destination des ministres du culte, intitulé The sunday School. Cent quatre livraisons de cette revue furent éditées entre décembre 1892 et décembre 1894.

## Récompenses
- Dike-Acland Medal[1]

## Publications

### Auteur
- (en) The Greater Men and Women of the Bible, T & T Clark, 1913-1916, six volumes.
- (en) The Christian Doctrine of Prayer, T & T Clark, 1915.
- (en) The Christian Doctrine of Faith, T & T Clark, 1919.
- (en) The Christian Doctrine of Peace, T & T Clark, 1922.

### Éditeur
- (en) Dictionary of the Bible, 1898–1904, cinq volumes.
- (en) Dictionary of Christ and the Gospels, John A. Selbie et John C. Lambert, 1901, deux volumes.
- (en) Encyclopaedia of Religion and Ethics, Edimbourg, 1925–1940 (réimpr. 1955) (1re éd. 1908–1926), treize volumes.
- (en) Dictionary of the Apostolic Church, 1916.
- (en) The Great Texts of the Bible, T & T Clark, 1910-1915, vingt volumes.
- (en) The Speaker's Bible, treize volumes.